# The Cambridge Modern History
Die Cambridge Modern History ist eine Geschichte der Neuzeit (ab dem 15. Jahrhundert) bei Cambridge University Press (CUP).

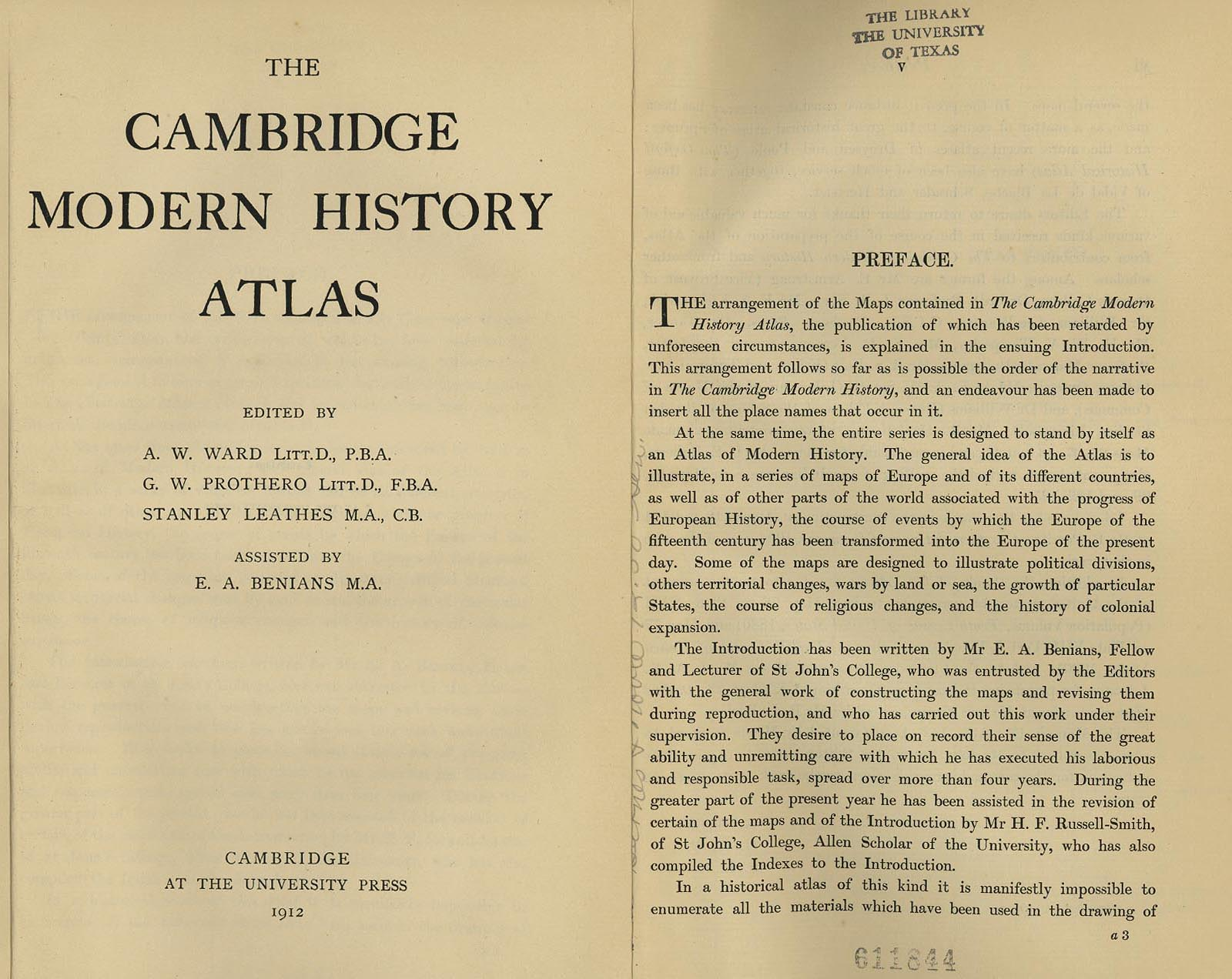
Anfangsseite des Cambridge Modern History Atlas 1912

Die erste Cambridge Modern History wurde noch von Lord Acton geplant und zwischen 1902 und 1912 in 14 Bänden veröffentlicht einschließlich eines Atlas (2. Auflage des Atlas 1924). Die Herausgeber waren Stanley Mordaunt Leathes, Adolphus William Ward und George Walter Prothero. Behandelt wurde der Zeitraum 1450 bis 1910.
Die The New Cambridge Modern History erschien in 14 Bänden (inklusive Atlas) zwischen 1957 und 1979 und behandelte die Zeit von 1450 bis 1945. Sie erschien gleichzeitig bei CUP und Macmillan in New York.
Bei CUP folgten später die Cambridge Ancient History und die Cambridge Medieval History.

## Einzelbände der Cambridge Modern History

### I. The Renaissance (1902)
| Kapitel | Titel                             | Autor                       |
| ------- | --------------------------------- | --------------------------- |
|         | Introductory Note                 | Mandell Creighton           |
| 1       | The Age of Discovery              | Edward John Payne           |
| 2       | The New World                     | Edward John Payne           |
| 3       | The Ottoman Conquest              | John Bagnell Bury           |
| 4       | Italy and her Invaders            | Stanley Mordaunt Leathes    |
| 5       | Florence (I): Savonarola          | Edward Armstrong            |
| 6       | Florence (II): Macchiavelli       | Laurence Arthur Burd        |
| 7       | Rome and the Temporal Power       | Richard Garnett             |
| 8       | Venice                            | Horatio Robert Forbes Brown |
| 9       | Germany and the Empire            | Thomas Frederick Tout       |
| 10      | Hungary and the Slavonic Kingdoms | Emil Reich                  |
| 11      | The Catholic Kings                | Henry Butler Clarke         |
| 12      | France                            | Stanley Mordaunt Leathes    |
| 13      | The Netherlands                   | Adolphus William Ward       |
| 14      | The Early Tudors                  | James Gairdner              |
| 15      | Economic Change                   | William Cunningham          |
| 16      | The Classical Renaissance         | Richard Claverhouse Jebb    |
| 17      | The Christian Renaissance         | Montague Rhodes James       |
| 18      | Catholic Europe                   | William Francis Barry       |
| 19      | The Eve of the Reformation        | Henry Charles Lea           |

### II. The Reformation: The end of the Middle Ages (1903)
| Kapitel     | Titel                                                         | Autor                     |
| ----------- | ------------------------------------------------------------- | ------------------------- |
| 1           | Medicean Rome                                                 | Franz Xaver Kraus         |
| 2           | Habsburg and Valois (I)                                       | Stanley Mordaunt Leathes  |
| 3           | Habsburg and Valois (II)                                      | Stanley Mordaunt Leathes  |
| 4           | Luther                                                        | Thomas Martin Lindsay     |
| 5           | National Opposition to Rome in Germany                        | Albert Frederick Pollard  |
| 6           | Social Revolution and Catholic Reaction in Germany            | Albert Frederick Pollard  |
| 7           | The Conflict of Creeds and Parties in Germany                 | Albert Frederick Pollard  |
| 8           | Religious War in Germany                                      | Albert Frederick Pollard  |
| 9           | The Reformation in France                                     | Arthur Augustus Tilley    |
| 10          | The Helvetic Reformation                                      | James Pounder Whitney     |
| 11          | Calvin and the Reformed Church                                | Andrew Martin Fairbairn   |
| 12          | The Catholic South                                            | William Edward Collins    |
| 13          | Henry VIII                                                    | James Gairdner            |
| 14          | The Reformation under Edward VI                               | Albert Frederick Pollard  |
| 15          | Philip and Mary                                               | James Bass Mullinger      |
| 16          | The Anglican Settlement and the Scottish Reformation          | Frederic William Maitland |
| 17          | The Scandinavian North                                        | William Edward Collins    |
| 17 Addendum | Note on the Reformation in Poland                             | Stanley Mordaunt Leathes  |
| 18          | The Church and Reform                                         | Reginald Vere Laurence    |
| 19          | Tendencies of European Thought in the Age of the Reformation' | Andrew Martin Fairbairn   |

### III. The Wars of Religion (1904)
| Kapitel | Titel                                                                  | Autor                    |
| ------- | ---------------------------------------------------------------------- | ------------------------ |
| 1       | The Wars of Religion in France                                         | Arthur John Butler       |
| 2       | French Humanism and Montaigne                                          | Arthur Augustus Tilley   |
| 3       | The Catholic Reaction, and the Valois and Báthory Elections, in Poland | Robert Nisbet Bain       |
| 4       | The Height of the Ottoman Power                                        | Moritz Brosch            |
| 5       | The Empire under Ferdinand I and Maximilian II                         | Adolphus William Ward    |
| 6       | The Revolt of the Netherlands                                          | George Edmundson         |
| 7       | William the Silent                                                     | George Edmundson         |
| 8       | Mary Stewart                                                           | Thomas Graves Law        |
| 9       | The Elizabethan Naval War with Spain                                   | John Knox Laughton       |
| 10      | The Last Years of Elizabeth                                            | Sidney Lee               |
| 11      | The Elizabethan Age of English Literature                              | Sidney Lee               |
| 12      | Tuscany and Savoy                                                      | Edward Armstrong         |
| 13      | Rome under Sixtus V                                                    | Ugo Balzani              |
| 14      | The End of the Italian Renaissance                                     | Arthur John Butler       |
| 15      | Spain under Philip II                                                  | Martin Hume              |
| 16      | Spain under Philip III                                                 | Martin Hume              |
| 17      | Britain under James I                                                  | Samuel Rawson Gardiner   |
| 18      | Ireland to the Settlement of Ulster                                    | Robert Dunlop            |
| 19      | The Dutch Republic                                                     | George Edmundson         |
| 20      | Henry IV of France                                                     | Stanley Mordaunt Leathes |
| 21      | The Empire under Rudolf II                                             | Adolphus William Ward    |
| 22      | Political Thought in the Sixteenth Century                             | John Neville Figgis      |

### IV. The Thirty Years War (1906)
| Kapitel | Titel | Autor                                          |
| ------- | --- | ---------------------------------------------- |
| 1       | The Outbreak of the Thirty Years' War | Adolphus William Ward                          |
| 2       | The Valtelline | Horatio Robert Forbes Brown                    |
| 3       | The Protestant Collapse (1620–30) (1) The Bohemian and the Palatinate War (1620–3) (2) The Lower-Saxon and Danish War (1623–9) (3) The Edict of Restitution and the Dismissal of Wallenstein (1628–30) | Adolphus William Ward                          |
| 4       | Richelieu | Stanley Mordaunt Leathes                       |
| 5       | The Vasa in Sweden and Poland (1560–1630) | William Fiddian Reddaway                       |
| 6       | Gustavus Adolphus (1630–2) | Adolphus William Ward                          |
| 7       | Wallenstein and Bernard of Weimar (1632–5) (1) Wallenstein's End (1632–4) (2) Nördlingen and Prague (1634–5)                                                                                           | Adolphus William Ward                          |
| 8       | The Constitutional Struggle in England (1625–40) | George Walter Prothero                         |
| 9       | The First Two Years of the Long Parliament (1640–2) | George Walter Prothero                         |
| 10      | The First Civil War (1642–7) | George Walter Prothero, and Ernest Marsh Lloyd |
| 11      | Presbyterians and Independents (1645–9) | George Walter Prothero, and Ernest Marsh Lloyd |
| 12      | The Westminster Assembly | William Arthur Shaw                            |
| 13      | The Later Years of the Thirty Years' War (1635–48) | Adolphus William Ward                          |
| 14      | The Peace of Westphalia | Adolphus William Ward                          |
| 15      | The Commonwealth and the Protectorate (1649–59) | William Arthur Shaw                            |
| 16      | The Navy of the Commonwealth and the First Dutch War | Joseph Robson Tanner                           |
| 17      | Scotland from the Accession of Charles I to the Restoration | Peter Hume Brown                               |
| 18      | Ireland from the Plantation of Ulster to the Cromwellian Settlement (1611–1659) | Robert Dunlop                                  |
| 19      | Anarchy and the Restoration (1659–60) | Charles Harding Firth                          |
| 20      | The Scandinavian North (1559–1660) | William Fiddian Reddaway                       |
| 21      | Mazarin | Stanley Mordaunt Leathes                       |
| 22      | Spain and Spanish Italy under Philip III and IV | Martin Hume                                    |
| 23      | Papal Policy, 1590–1648 | Moritz Brosch                                  |
| 24      | Frederick Henry, Prince of Orange | George Edmundson                               |
| 25      | The Transference of Colonial Power to the United Provinces and England | Hugh Edward Egerton                            |
| 26      | The Fantastic School of English Poetry | Arthur Clutton-Brock                           |
| 27      | Descartes and Cartesianism | Émile Boutroux                                 |

### V. The Age of Louis XIV (1908)
| Kapitel | Titel | Autor                                        |
| ------- | --- | -------------------------------------------- |
| 1       | The Government of Louis XIV (1661–1715)                                                                                                  | Arthur James Grant                           |
| 2       | The Foreign Policy of Louis XIV (1661–1697)                                                                                              | Arthur Hassall                               |
| 3       | French Seventeenth Century Literature and its European Influence                                                                         | Émile Faguet                                 |
| 4       | The Gallican Church | Stafford Harry Northcote (Viscount St Cyres) |
| 5       | The Stewart Restoration | Charles Harding Firth                        |
| 6       | The Literature of the English Restoration, Including Milton                                                                              | Harold Hannynston Child                      |
| 7       | The Administrations of John de Witt and William of Orange' (1651–88)                                                                     | George Edmundson                             |
| 8 (1)   | The Anglo-Dutch Wars: Naval Administration under Charles II and James II                                                                 | Joseph Robson Tanner                         |
| 8 (2)   | The Anglo-Dutch Wars: The Wars (1664–74)                                                                                                 | Christopher Thomas Atkinson                  |
| 9       | The Policy of Charles II and James II (1667–87)                                                                                          | John Pollock                                 |
| 10 (1)  | The Revolution and the Revolution Settlement in Great Britain: England (1687–1702)                                                       | Harold William Vazeille Temperley            |
| 10 (2)  | The Revolution and the Revolution Settlement in Great Britain: Scotland from the Restoration to the Union of the Parliaments (1660–1707) | Peter Hume Brown                             |
| 10 (3)  | The Revolution and the Revolution Settlement in Great Britain: Ireland from the Restoration to the Age of Resumptionn (1660–1700)        | Robert Dunlop                                |
| 11      | Religious Toleration in England | Henry Melvill Gwatkin                        |
| 12      | Austria, Poland, and Turkey | Richard Lodge                                |
| 13      | The Treaties of Partition and the Spanish Succession                                                                                     | Wolfgang Michael                             |
| 14 (1)  | The War of the Spanish Succession: Campaigns and Negotiations                                                                            | Christopher Thomas Atkinson                  |
| 14 (2)  | The War of the Spanish Succession: the Peace of Utrecht and the Supplementary Pacifications                                              | Adolphus William Ward                        |
| 15      | Party Government under Queen Anne | Harold William Vazeille Temperley            |
| 16      | Russia (1462–1682) | John Bagnell Bury                            |
| 17      | Peter the Great and His Pupils (1689–1730)                                                                                               | Robert Nisbet Bain                           |
| 18      | The Scandinavian Kingdoms | William Fiddian Reddaway                     |
| 19      | Charles XII and the Great Northern War                                                                                                   | Robert Nisbet Bain                           |
| 20      | The Origins of the Kingdom of Prussia | Adolphus William Ward                        |
| 21      | The Great Elector and the First Prussian King                                                                                            | Adolphus William Ward                        |
| 22 (1)  | The Colonies and India: The Colonies | Ernest Alfred Benians                        |
| 22 (2)  | The Colonies and India: India | Paul Ernest Roberts                          |
| 23 (1)  | European Science in the Seventeenth and Earlier Years of the Eighteenth Century: Mathematics and Physical Science                        | Walter William Rouse Ball                    |
| 23 (2)  | European Science in the Seventeenth and Earlier Years of the Eighteenth Century: Other Branches of Science                               | Michael Foster                               |
| 24      | Latitudinarianism and Pietism | Moritz Kaufmann                              |

### VI. The Eighteenth Century (1909)
| Kapitel | Titel | Autor                                        |
| ------- | --- | -------------------------------------------- |
| 1 (1)   | Great Britain under George I: The Hanoverian Succession                                                                                           | Adolphus William Ward                        |
| 1 (2)   | Great Britain under George I: The Foreign Policy of George I (1714–21)                                                                            | James Frederick Chance                       |
| 2       | The Age of Walpole and the Pelhams | Harold William Vazeille Temperley            |
| 3       | Jacobotism and the Union | Charles Sanford Terry                        |
| 4       | The Bourbon Governments in France and Spain. I. (1714–26)                                                                                         | Edward Armstrong                             |
| 5       | The Bourbon Governments in France and Spain. II. (1727–46)                                                                                        | Edward Armstrong                             |
| 6       | Financial Experiments and Colonial Development | Ernest Alfred Benians                        |
| 7       | Poland under the Saxon Kings | Robert Nisbet Bain                           |
| 8 (1)   | The War of the Austrian Succession: The Pragmatic Sanction                                                                                        | Christopher Thomas Atkinson                  |
| 8 (2)   | The War of the Austrian Succession: Prussia under Frederick William I                                                                             | Emil Daniels                                 |
| 8 (3)   | The War of the Austrian Succession: The War | Christopher Thomas Atkinson                  |
| 9       | The Seven Years' War For a four-page addendum on naval operations see Volume XIII                                                                 | Emil Daniels                                 |
| 10      | Russia Under Anne and Elizabeth | Robert Nisbet Bain                           |
| 11      | The Reversal of Alliances and the Family Compact                                                                                                  | Jean Lemoine                                 |
| 12      | Spain and Portugal (1746–94) (1)Spain under Ferdinand VI and Charles III (2) Portugal (1750–93) (3) Brazil (Seventeenth and Eighteenth Centuries) | George Edmundson                             |
| 13 (1)  | Great Britain (1756–93): William Pitt the Elder                                                                                                   | Wolfgang Michael                             |
| 13 (2)  | Great Britain (1756–93): The King's Friends | James Macmullen Rigg                         |
| 13 (3)  | Great Britain (1756–93): The Years of Peace and the Rise of the Younger Pitt (1782–93)                                                            | Martin J. Griffin                            |
| 14      | Ireland in the Eighteenth Century | Robert Dunlop                                |
| 15 (1)  | India: The Moghul Empire | Alfred Comyn Lyall                           |
| 15 (2)  | India: The English and French in India (1720–63)                                                                                                  | Paul Ernest Roberts                          |
| 15 (3)  | India: Clive and Warren Hastings | Paul Ernest Roberts                          |
| 16      | Italy and the Papacy | Mrs. H. M. Vernon (Katharine Dorothea Ewart) |
| 17      | Switzerland from the Treaty of Aarau to the French Revolution                                                                                     | Johann Jacob Schollenberger                  |
| 18      | Joseph II | Eugène Hubert                                |
| 19      | Catharine II | Otto Hötsch                                  |
| 20 (1)  | Frederick the Great and His Successor: Home and Foreign Policy (1763–97)                                                                          | Emil Daniels                                 |
| 20 (2)  | Frederick the Great and His Successor: Poland and Prussia                                                                                         | Otto Hötsch                                  |
| 21      | Denmark under the Bernstorffs and Struensee | William Fiddian Reddaway                     |
| 22      | The Hats and Caps and Gustavus III (1721–92) | Robert Nisbet Bain                           |
| 23      | English Political Philosophy in the Seventeenth and Eighteenth Centuries                                                                          | Arthur Lionel Smith                          |
| 24      | The Romantic Movement in European Literature | Charles Edwyn Vaughan                        |

### VII. The United States (1903)
| Kapitel | Titel                                                 | Autor                    |
| ------- | ----------------------------------------------------- | ------------------------ |
| 1       | The First Century of English Colonisation (1607–1700) | John Andrew Doyle        |
| 2       | The English Colonies (1700–1763)                      | John Andrew Doyle        |
| 3       | The French in America (1608–1744)                     | Mary Bateson             |
| 4       | The Conquest of Canada (1744–1761)                    | Arthur Granville Bradley |
| 5       | The Quarrel with Great Britain (1761–1776)            | John Andrew Doyle        |
| 6       | The Declaration of Independence (1761–1776)           | Melville Madison Bigelow |
| 7       | The War of Independence (1776–1783)                   | John Andrew Doyle        |
| 8       | The Constitution (1776–1789)                          | Melville Madison Bigelow |
| 9       | The Struggle for Commercial Independence (1783–1812)  | John Bach McMaster       |
| 10      | The War of 1812–1815                                  | Herbert Wrigley Wilson   |
| 11      | The Growth of the Nation (1815–1828)                  | John Bach McMaster       |
| 12      | Commerce, Expansion and Slavery (1828–1850)           | John Bach McMaster       |
| 13      | State Rights (1850–1860)                              | Woodrow Wilson           |
| 14      | The Civil War: I (1861)                               | John George Nicolay      |
| 15      | The Civil War: II (1862–1863)                         | John George Nicolay      |
| 16      | The Civil War: III (1864–1865)                        | John George Nicolay      |
| 17      | Naval Operation of the Civil War (1861–1865)          | Herbert Wrigley Wilson   |
| 18      | The North during the War (1861–1865)                  | John George Nicolay      |
| 19      | The South during the War (1861–1865)                  | John Christopher Schwab  |
| 20      | Political Reconstruction (1865–1885)                  | Theodore Clarke Smith    |
| 21      | The United States as a World-Power (1885–1902)        | John Bassett Moore       |
| 22      | Economic Development of the United States             | Henry Crosby Emery       |
| 23      | The American Intellect                                | Barrett Wendell          |

### VIII. The French Revolution (1904)
| Kapitel | Titel                                                         | Autor                            |
| ------- | ------------------------------------------------------------- | -------------------------------- |
| 1       | Philosophy and the Revolution                                 | Paul Ferdinand Willert           |
| 2       | The Government of France                                      | Francis Charles Montague         |
| 3       | Finance                                                       | Henry Higgs                      |
| 4       | Louis XVI                                                     | Francis Charles Montague         |
| 5       | The Elections to the States General                           | Francis Charles Montague         |
| 6       | The National Assembly, and the Spread of Anarchy              | Francis Charles Montague         |
| 7       | The Constitution of 1791                                      | Francis Charles Montague         |
| 8       | The Legislative Assembly                                      | John Ronald Moreton Macdonald    |
| 9       | The National Convention to the Fall of the Gironde            | John Ronald Moreton Macdonald    |
| 10      | The Foreign Policy of Pitt to the Outbreak of War with France | Oscar Browning                   |
| 11      | The European Powers and the Eastern Question                  | Richard Lodge                    |
| 12      | The Terror                                                    | John Ronald Moreton Macdonald    |
| 13      | The Thermidorian Reaction and the End of the Convention       | John Ronald Moreton Macdonald    |
| 14      | The General War                                               | Richard Phillipson Dunn-Pattison |
| 15      | The Naval War                                                 | Herbert Wrigley Wilson           |
| 16      | The Directory                                                 | George Knottesford Fortescue     |
| 17      | The Extinction of Poland, 1788–97                             | Richard Lodge                    |
| 18      | Bonaparte and the Conquest of Italy                           | John Holland Rose                |
| 19      | The Egyptian Expedition                                       | John Holland Rose                |
| 20      | The Struggle for the Mediterranean                            | Herbert Wrigley Wilson           |
| 21      | The Second Coalition                                          | John Holland Rose                |
| 22      | Brumaire                                                      | Herbert Albert Laurens Fisher    |
| 23      | Revolutionary Finance                                         | Henry Higgs                      |
| 24      | French Law in the Age of the Revolution                       | Paul Viollet                     |
| 25      | Europe and the French Revolution                              | George Peabody Gooch             |

### IX. Napoleon (1906)
| Kapitel | Titel                                              | Autor                                                                                     |
| ------- | -------------------------------------------------- | ----------------------------------------------------------------------------------------- |
| 1       | The Consulate, 1799–1804                           | Georges Pariset                                                                           |
| 2       | The Armed Neutrality, 1780–1801                    | Thomas Alfred Walker and Herbert Wrigley Wilson                                           |
| 3       | The Pacification of Europe, 1799–1802              | Anton Guilland                                                                            |
| 4       | France and Her Tributaries, 1801-3                 | Anton Guilland                                                                            |
| 5       | France under the Empire, 1804–14                   | Georges Pariset                                                                           |
| 6       | The Codes                                          | Herbert Albert Laurens Fisher                                                             |
| 7       | The Concordats                                     | Leopold George Wickham-Legg                                                               |
| 8       | The Command of the Sea, 1803–15                    | Herbert Wrigley Wilson                                                                    |
| 9       | The Third Coalition. I. 1805-6                     | Ernest Marsh Lloyd                                                                        |
| 10      | The Third Coalition. II. 1806-7                    | Ernest Marsh Lloyd                                                                        |
| 11      | The Napoleonic Empire at Its Height, 1807-9        | John Holland Rose                                                                         |
| 12      | The War of 1809                                    | August Keim                                                                               |
| 13      | The Continental System, 1809–14                    | John Holland Rose                                                                         |
| 14      | The French Dependencies, and Switzerland, 1800–14  | Herbert Albert Laurens Fisher (The French Dependencies), and Anton Guilland (Switzerland) |
| 15      | The Peninsular War, 1808–14                        | Charles Oman                                                                              |
| 16      | Russia under Alexander I, and the Invasion of 1812 | Eugen Stschepkin                                                                          |
| 17      | The War of Liberation, 1813-4                      | Julius von Pfluge-Harttung                                                                |
| 18      | The First Restoration, 1814-5                      | Herbert Albert Laurens Fisher                                                             |
| 19      | The Congress of Vienna, I. 1814-5                  | Adolphus William Ward                                                                     |
| 20      | The Hundred Days, 1815                             | Charles William Chadwick Oman                                                             |
| 21      | The Congress of Vienna, II. 1814-5                 | Adolphus William Ward                                                                     |
| 22      | Great Britain and Ireland, 1792–1815               | George Peabody Gooch                                                                      |
| 23      | The British Empire, 1783–1815                      | William Holden Hutton (India and Ceylon), and Hugh Edward Egerton (The Colonies)          |
| 24      | St. Helena                                         | Herbert Albert Laurens Fisher                                                             |

### X. The Restoration (1907)
| Kapitel | Titel                                                | Autor                                     |
| ------- | ---------------------------------------------------- | ----------------------------------------- |
| 1       | The Congresses, 1815–22                              | Walter Alison Phillips                    |
| 2       | The Doctrinaires                                     | Charlotte Julia von Leyden Blennerhassett |
| 3       | Reaction and Revolution in France                    | Émile Bourgeois                           |
| 4       | Italy                                                | Carlo Segré                               |
| 5       | The Papacy and the Catholic Church                   | Charlotte Julia von Leyden Blennerhassett |
| 6       | Greece and the Balkan Peninsula                      | Walter Alison Phillips                    |
| 7       | Spain (1815–45)                                      | Rafael Altamira                           |
| 8       | The Spanish Dominions in America                     | Frederick Alexander Kirkpatrick           |
| 9       | The Establishment of Independence in Spanish America | Frederick Alexander Kirkpatrick           |
| 10      | Brazil and Portugal                                  | George Edmundson                          |
| 11      | The Germanic Federation (1815–40)                    | Albert Frederick Pollard                  |
| 12      | Literature in Germany                                | John George Robertson                     |
| 13      | Russia                                               | Szymon Askenazy                           |
| 14      | Poland and the Polish Revolution                     | Szymon Askenazy                           |
| 15      | The Orleans Monarchy                                 | Émile Bourgeois                           |
| 16      | The Low Countries                                    | George Edmundson                          |
| 17      | Mehmet Ali                                           | Walter Alison Phillips                    |
| 18      | Great Britain (1815–32)                              | Harold William Vazeille Temperley         |
| 19      | Catholic Emancipation                                | Henry William Carless Davis               |
| 20      | Great Britain and Ireland (1832–41)                  | George Peabody Gooch                      |
| 21      | Canada                                               | Ernest Alfred Benians                     |
| 22      | The Revolution in English Poetry and Fiction         | William John Courthope                    |
| 23      | Economic Change                                      | John Harold Clapham                       |
| 24      | The British Economists                               | Joseph Shield Nicholson                   |

### XI. The Growth of Nationalities (1909)
| Kapitel | Titel | Autor                             |
| ------- | --- | --------------------------------- |
| 1       | Great Britain and Free Trade (1841–52)                                                                                       | John Harold Clapham               |
| 2       | The Fall of Constitutionalism in France (1840-8)                                                                             | Émile Bourgeois                   |
| 3       | Liberalism and Nationality in Germany and Austria (1840-8)                                                                   | Friedrich Meinecke                |
| 4       | Italy in Revolution (1846-9)                                                                                                 | Ernesto Masi                      |
| 5       | The French Republic | Émile Bourgeois                   |
| 6       | The Revolution and the Reaction in Germany and Austria. I. (1848-9)                                                          | Adolphus William Ward             |
| 7       | The Revolution and the Reaction in Germany and Austria. II.                                                                  | Adolphus William Ward             |
| 8       | The Achievement of Swiss Federal Unity                                                                                       | Wilhelm Oechsli                   |
| 9 (1)   | Russia and the Levant: Russia under Nicholas I                                                                               | Geoffrey Drage                    |
| 9 (2)   | Russia and the Levant: The Levant                                                                                            | Edward Charles Blech              |
| 10      | Napoleon III and the Period of Personal Government (1852-9)                                                                  | Albert Thomas                     |
| 11      | Great Britain and the Crimean War (1852-6)                                                                                   | Spencer Walpole                   |
| 12      | Great Britain, Last Years of Whiggism, Parliamentary Reform (1856–68)                                                        | Spencer Walpole                   |
| 13      | English Literature (1840–70)                                                                                                 | Hugh Walker                       |
| 14      | Cavour and the Kingdom of Italy (1849–61)                                                                                    | Ernesto Masi                      |
| 15 (1)  | Austria, Prussia, and the Germanic Confederation: Reaction and Reorganisation (1852–62)                                      | Heinrich Friedjung                |
| 15 (2)  | Austria, Prussia, and the Germanic Confederation: German Literature (1840–70)                                                | Karl Hermann Breul                |
| 15 (3)  | Austria, Prussia, and the Germanic Confederation: The National Spirit in Hungarian Literature (1686–1900)                    | Arthur Battishill Yolland         |
| 16      | Bismarck and German Unity | Gustav Roloff                     |
| 17      | The Liberal Empire (1859–70)                                                                                                 | Albert Thomas                     |
| 18      | The Reaction against Romanticism in French Literature (1840–71)                                                              | Émile Bourgeois                   |
| 19 (1)  | The Completion of Italian Unity: The Successors of Cavour (1861–70)                                                          | Ernesto Masi                      |
| 19 (2)  | The Completion of Italian Unity: The Literature of the Risorgimento and After (1846–70)                                      | Carlo Segré                       |
| 20      | The Course of the Revolution in Spain and Portugal (1845–71)                                                                 | James Fitzmaurice-Kelly           |
| 21      | The Franco-German War (1870-1)                                                                                               | Frederick Barton Maurice          |
| 22 (1)  | Russia and the Levant after the Crimean War: Russia and the Period of Reform                                                 | Geoffrey Drage                    |
| 22 (2)  | Russia and the Levant after the Crimean War: The Balkan Lands                                                                | Edward Charles Blech              |
| 22 (3)  | Russia and the Levant after the Crimean War: Russian Literature (1800–1900)                                                  | Geoffrey Drage                    |
| 22 (4)  | Russia and the Levant after the Crimean War: National Influences in Bohemian and Polish Literature                           | Robert Nisbet Bain                |
| 23      | Holland and Belgium (1839–70) (1) Holland (2) Belgium (3) The Luxemburg Question (4) Literature in the Netherlands (1800–70) | George Edmundson                  |
| 24 (1)  | Scandinavia (1815–70): Sweden and Norway                                                                                     | William Fiddian Reddaway          |
| 24 (2)  | Scandinavia (1815–70): Denmark                                                                                               | William Fiddian Reddaway          |
| 24 (3)  | Dano-Norwegian Literature | Edmund Gosse                      |
| 25      | Rome and the Vatican Council (1846–70)                                                                                       | G. Alfred Fawkes                  |
| 26      | India and Afghanistan (1815–69)                                                                                              | William Lee-Warner                |
| 27 (1)  | Great Britain and Her Colonies: The New Colonial Policy (1840–70)                                                            | Harold William Vazeille Temperley |
| 27 (2)  | Great Britain and Her Colonies: The Federation of Canada                                                                     | Stuart Johnson Reid               |
| 27 (3)  | Great Britain and Her Colonies: The English and Dutch in South Africa (1815–70)                                              | Archibald Ross Colquhoun          |
| 27 (4)  | Great Britain and Her Colonies: The Development of Australasia (1815–70)                                                     | John Davenport Rogers             |
| 28      | The Far East (1815–71) (1) China and her Intercourse with Western Powers (2) Japan                                           | Ernest Mason Satow                |

### XII. The Latest Age (1910)
| Kapitel | Titel | Autor                           |
| ------- | --- | ------------------------------- |
| 1       | Modern Europe | Stanley Mordaunt Leathes        |
| 2       | Foreign Relations of the United States during the Civil War | John Westlake                   |
| 3       | Great Britain | Stanley Mordaunt Leathes        |
| 4       | Ireland and the Home Rule Movement | Robert Dunlop                   |
| 5       | The Third French Republic | Émile Bourgeois                 |
| 6       | The German Empire (1) The First Seven Years of the Empire (1871-7) (2) The Triple Alliance and the Culminating Period of Bismarck's Ascendancy (3) Bismarck's Fall, and After (1888–1910) | Hermann Oncken                  |
| 7       | Austria-Hungary | Louus Eisenmann                 |
| 8       | United Italy | Thomas Okey                     |
| 9       | The Low Countries Holland Belgium | George Edmundson                |
| 10      | The Iberian Peninsula Spain Portugal | David Hannay                    |
| 11      | Scandinavia Sweden Norway and the Dissolution of the Union Denmark | Ludvig Stavenow                 |
| 12      | Reaction and Revolution in Russia | Bernard Pares                   |
| 13      | The Reform Movement in Russia | Bernard Pares                   |
| 14      | The Ottoman Empire and the Balkan Peninsula | William Miller                  |
| 15      | Egypt and the Egyptian Sudan (1841–1907) | Fleming Mant Sandwith           |
| 16      | The British Empire in India | Paul Ernest Roberts             |
| 17      | The Far East China Annam The Philippine Islands The Malay Peninsula Siam | Robert Kennaway                 |
| 18      | The Regeneration of Japan | Joseph Henry Longford           |
| 19      | The Russo-Japanese War | Frederick Berton Maurice        |
| 20      | The European Colonies | Ernest Alfred Benians           |
| 21 (1)  | The Republics of Latin America: (1) Historical Sketch to 1896 | Frederick Alexander Kirkpatrick |
| 21 (2)  | The Republics of Latin America: {2} The International Position of the Latin American Races                                                                                                | Santiago Perez Triana           |
| 22      | The Modern Law of Nations and the Prevention of War | Frederick Pollock               |
| 23      | Social Movements | Sidney Webb                     |
| 24      | The Scientific Age | William Cecil Dampier Whetham   |
| 25      | Modern Explorations | John Davenport Rogers           |
| 27      | The Growth of Historical Science | George Peabody Gooch            |

### XIII. Tables and General Index (1911)
Der Band enthält
- Einen Zusatz von vier Seiten zu Kapitel 9 von Band 6 von Ernest Alfred Benians (Naval Operations in the Period of the Seven Years' War)
- Genealogische Tabellen und Listen
  - 1. Genealogische Tabellen regierender Fürstenhäuser und Adel (112 Tafeln)
  - 2. Liste geistlicher Herrscher, gewählter Herrscher u. a. (28 Listen)
  - 3. Liste von Parlamenten u. a. (6 Listen)
- Gesamtregister aller Bände

### XIV. Atlas (1912, 2. Auflage 1924)
Einführung Ernest Alfred Benians. Kapitel:
- I. Europe in the Fifteenth Century
- II. The Age of Habsburg Power and of the Reformation
- III. The Rise of France and Sweden
- IV. The Formation of the Great Powers of the Eighteenth Century
- V. The Age of the Revolution and of Napoleon
- VI. Since 1815

Die Unterteilung ab Kapitel 2 ist in Europe und Greater Europe (womit sie das Commonwealth bzw. die Kolonialreiche meinten). Der Band enthält 141 Karten. Im Register sind geographische Breiten- und Längenangaben.